# Ocala Stampede
El Ocala Stampede fue un equipo de fútbol de los Estados Unidos que jugó en la USL Premier Development League, la cuarta liga de fútbol más importante del país.

## Historia
Fue fundado el 28 de diciembre del año 2011 en la ciudad de Ocala, Florida por el Ministerio Cristiano de Deportes luego de que la USL Premier Development League le otorgara una franquicia para la temporada 2012 como uno de los representantes del sureste de los Estados Unidos en la liga junto al Mississippi Brilla.
Su primera victoria oficial fue el 6 de mayo del 2012 ante el VSI Tampa Bay FC con marcador de 4-2 y llegaron hasta la final de conferencia, donde perdieron ante el Austin Astex 3-2.
En el periodo de 4 años en la liga fue el club más exitoso durante la etapa regular junto al Austin Aztex luego de acumular 99 puntos en total.

## Palmarés
- USL PDL Southern Conference: 1

2014
- USL PDL Southeast Division: 3

2012, 2013, 2014

## Logros

### Equipo
| Año  | Liga    | Premio                       | Nominiación Logro |
| ---- | ------- | ---------------------------- | ----------------- |
| 2012 | USL PDL | Franquicia del Año           | Nominación        |
| 2012 | USL PDL | Betsy McAdams Key Grip Award | Nominación        |
| 2013 | USL PDL | Mejor Transmisión en Medios  | Nominación        |

### Individuales
| Año  | Posición      | Nombre             | Logro                               |
| ---- | ------------- | ------------------ | ----------------------------------- |
| 2012 | Mediocampista | Douglas Dos Santos | Equipo de la Conferencia (Southern) |
| 2012 | Delantero     | Karamba Janneh     | Equipo de la Conferencia (Southern) |
| 2014 | Delantero     | Ilija Ilic         | Equipo de la Conferencia (Southern) |
| 2014 | Defensa       | Ben Knight         | Equipo de la Conferencia (Southern) |
| 2014 | Delantero     | Karamba Janneh     | Equipo de la Conferencia (Southern) |

## Entrenadores
- Anderson DaSilva (2012)
- Matt Weston (2012)
- Cheyne Roberts (2013–)

## Jugadores destacados
| Nombre               | Periodo | Logro |
| -------------------- | ------- | --- |
| Bitielo Jean Jacques | 2012    | Ahora en el Orlando City SC (USLPro). Was a member of the 2013 Haitian National Team for the Copa de Oro de la Concacaf 2013     |
| Richmond McCarthy    | 2012    | Único jugador al que le han retirado el número del club (5). Generalmente la camisa n.º 5 está en la banca del equipo.           |
| Tishan Hanley        | 2012    | Fichó con el Richmond Kickers (USLPro)                                                                                           |
| Chris Griebsche      | 2012    | Jugador del año en la conferencia en la temporada 2013 en Hofstra.                                                               |
| Joe Dawkins          | 2012    | Primer capitán en la historia del club. Estuvo 4 años en la University of South Florida (USF). Seleccionado nacional de su país. |
| Douglas Dos Santos   | 2012    | Fichó en 2013 con el VSI Tampa Bay FC                                                                                            |
| Verneri Valimaa      | 2013    | Jugó en la University of North Carolina. Reclutado como jugador de secundaria                                                    |
| Rafael Alves         | 2013    | Anotó varios goles de más de 30 metros. Fichó por el equipo de la NASL Fort Lauderdale Strikers.                                 |